# Gustav Friedrich Dinter
Pour les articles homonymes, voir Dinter.
Christian Gustav Friedrich Dinter (* 29 février 1760 à Borna (Saxe); † 29 mai 1831 à Königsberg), pédagogue saxon.

## Biographie
Il fut successivement pasteur à Kitzscher près de Borna, directeur du séminaire normal de Friedrichstadt près de Dresde (1797), ministre évangélique à Görnitz (1807), et membre du conseil de l'instruction publique à Kœnigsberg (1816). On lui doit une foule d'écrits sur l'instruction primaire, qui sont populaires en Allemagne, principalement ses Règles de la pédagogie, 1806.